# Pokal Slovenije 1991/92
Der Pokal Slovenije 1991/92 war die erste Austragung des slowenischen Fußballpokalwettbewerbs der Herren seit der Unabhängigkeit von Jugoslawien und die letzte, die nach den Regeln der SR Slowenien gespielt wurde. Pokalsieger wurde der NK Branik Maribor, der sich im Finale gegen den NK Olimpija Ljubljana durchsetzte. Der Sieger erhielt einen Startplatz im Europapokal der Pokalsieger 1992/93.
Alle slowenischen Vereine nahmen an ihren regionalen MNZ-Pokal teil. Die 16 Sieger sicherten sich einen Platz im Achtelfinale. Im Viertel- und Halbfinale wurden die Vereine nach West und Ost getrennt.

## Modus
In allen Runden wurde der Sieger in einem Spiel ermittelt. Stand es nach der regulären Spielzeit von 90 Minuten unentschieden, kam es direkt zum Elfmeterschießen.

## 1. Runde
|                                   | Ergebnis        |                             |
| --------------------------------- | --------------- | --------------------------- |
| MNZ Ljubljana                     |                 |                             |
| NK Olimpija Ljubljana             | 0:0 (4:1 i. E.) | ND Slovan Mavrica Ljubljana |
| MNZ Maribor                       |                 |                             |
| NK Dravograd                      | 1:2             | NK Branik Maribor           |
| MNZ Lendava und MNZ Murska Sobota |                 |                             |
| NK Naftan Lenvada                 | 2:0             | ND Petrošnik Beltinci       |
| MNZ Koper                         |                 |                             |
| NK Jadran Dekani                  | 0:0 (4:2 i. E.) | FC Koper Capodistria        |
| MNZ Celje                         |                 |                             |
| NK Publikum Celje                 | 0:2             | NK Rudar Velenje            |
| MNZ Nova Gorica                   |                 |                             |
| NK Primorje Ajdovščina            | 1:0             | ND SAOP Gorica              |
| MNZ Nova Gorica                   |                 |                             |
| LTH Škofja Loka                   | 1:5             | NK Triglav Kranj            |
| MNZ Ptuj                          |                 |                             |
| NK Aluminij                       | 3:1             | ŠD Videm                    |

## Viertelfinale
|                        | Ergebnis |                       |
| ---------------------- | -------- | --------------------- |
| West                   |          |                       |
| NK Triglav Kranj       | 0:1      | NK Olimpija Ljubljana |
| NK Primorje Ajdovščina | 2:0      | NK Jadran Dekani      |
| Ost                    |          |                       |
| NK Branik Maribor      | 3:0      | NK Rudar Velenje      |
| NK Aluminij            | 1:2      | NK Naftan Lenvada     |

## Halbfinale
|                       | Ergebnis |                        |
| --------------------- | -------- | ---------------------- |
| West                  |          |                        |
| NK Olimpija Ljubljana | 4:0      | NK Primorje Ajdovščina |
| Ost                   |          |                        |
| NK Naftan Lenvada     | 0:1      | NK Branik Maribor      |

## Finale
| Paarung        | NK Olimpija Ljubljana – NK Branik Maribor |
| Ergebnis       | 0:0 n. V., 3:4 i E. |
| Datum          | 24. Juni 1992 |
| Stadion        | Bežigrad-Stadion, Ljubljana |
| Zuschauer      | 2.000 |
| Schiedsrichter | Anton Beton |
| Tore           | Elfmeterschießen: Zoran Ubavič 0:1 Ervin Sušić 1:1 Nenad Podgajski 1:2 Saša Gajser 2:2 Željko Milinovič Sašo Lukić Dejan Djuranović 2:3 Ante Šimundža 3:3 Jedinko Perica 3:4 Edin Hadžialagić |